# Historia de la literatura en Nueva Granada
Historia de la literatura en Nueva Granada. Desde la conquista hasta la independencia (1538 - 1820) es un libro de historia del escritor costumbrista José María Vergara y Vergara, se publicó en 1867 y es de la escuela literaria del realismo-naturalismo y del género literario de la Narrativa (costumbrismo-historia).Considerada como la primera historia de la literatura de Colombia.
Su objetivo; buscar presentar la literatura que refleje la cultura de los pueblos que habitaron el territorio de la Nueva Granada, desde la conquista española hasta la Independencia, y en ella también la historia política de Colombia.
Comprende el estudio del desarrollo y formación de la literatura colombiana, desde 1538 a 1820. Tiene dos volúmenes y este llega hasta 1860.
Este trabajo ha sido seleccionado por académicos por ser culturalmente importante y es parte de la base de conocimiento de la civilización tal como la conocemos. Este trabajo es de 'dominio público en los Estados Unidos de América y posiblemente en otras naciones'.